# دومينيك سيريس
دومينيك سيريس (بالفرنسية: Dominique Serres)‏ هو رسام فرنسي، ولد في 1722 في أوش (فرنسا) في فرنسا، وتوفي في 1793 في لندن في المملكة المتحدة.